# برگ بای رورباخ
برگ بای رورباخ (به آلمانی: Berg bei Rohrbach) یک منطقهٔ مسکونی در اتریش است که در ناحیه رورباخ واقع شده‌است. برگ بای رورباخ ۳۱ کیلومتر مربع مساحت دارد ۶۳۰ متر بالاتر از سطح دریا واقع شده‌است.